# .swf
.swf (acronim de la: Shockwave Flash ) este formatul de fișier exportat de Macromedia Flash ca filmuleț interactiv, format adoptat de toate browserele.
- SWF DOWNLOADER